# Marcus Livius Drusus
Pour les articles homonymes, voir Drusus.
Marcus Livius Drusus, parfois dit « l'Ancien », est un homme politique de la République romaine, tribun de la plèbe en 122 av. J.-C., année pendant laquelle il s'oppose à Caius Gracchus, consul en 112 av. J.-C. et censeur en 109 av. J.-C., il meurt pendant cette magistrature en 108 av. J.-C. Il est le père du célèbre Marcus Livius Drusus, parfois dit « le Jeune », tribun de la plèbe assassiné en 91 av. J.-C.

## Famille
Il est membre de la gens plébéienne des Livii.
Il est le fils de Caius Livius Drusus, consul en 147 av. J.-C.

## Biographie

### Tribunat de la plèbe (122)
Il est tribun de la plèbe en 122. Il s'oppose à son collègue Caius Gracchus, qui s'est rendu redoutable par sa popularité. Pour détruire l'influence de ce tribun séditieux, Drusus, au nom du sénat, comble le peuple de faveurs et de largesses, et distribue gratuitement des terres,,,.
Plutarque le décrit ainsi : « Par la bonté de son naturel et l'excellente éducation qu'il a reçue, [Livius Drusus] n'est inférieur à aucun des Romains, et qui, par son éloquence et par ses richesses, peut le disputer aux plus puissants et aux plus estimés d'entre eux. Les principaux de Rome, s'adressant à lui, le conjurent de s'opposer à Caius [Gracchus], et de s'unir avec eux contre lui, non en cherchant à forcer l'inclination du peuple ou en résistant à ses volontés, mais en employant toute l'autorité de sa charge à lui complaire […]. Livius, abandonnant donc au Sénat l'exercice de son tribunat, fait des lois qui, sans offrir aucun motif d'honnêteté et d'utilité, n'ont d'autre but que de surpasser Caius en complaisance et en flatterie pour le peuple, comme dans les comédies les poètes rivalisent entre eux à qui divertira le mieux le spectateur. Livius ordonne d'établir douze  colonies, chacune de trois mille citoyens indigents, et les sénateurs appuient sa loi. […] Ce qui donne surtout à la multitude la plus grande confiance dans l'affection et dans la probité de Drusus, c'est qu'il n'est jamais pour rien dans ses lois, et qu'il n'en retire aucun avantage. Il nomme toujours d'autres commissaires que lui pour l'établissement des colonies, et il ne veut jamais se charger de l'emploi des deniers publics ». François Hinard résume que « Marcus Livius Drusus s'emploie à briser la popularité de son collègue Caius Gracchus. Ce jeune homme très distingué, fils de consul et paré de toutes les qualités personnelles nécessaires à une carrière politique, notamment l'éloquence, entreprend de déconsidérer son collègue sur son propre terrain ».

### Consulat (112) et proconsulat (111-110)
Il est préteur au plus tard en 115 selon les dispositions de la lex Villia.
Il est nommé consul en l'an 112 aux côtés de Lucius Calpurnius Piso Caesoninus,.
Proconsul en 111 et 110 en Macédoine, il bat les Scordiques en Thrace, et leur interdit le passage du Danube. Il venge ainsi la défaite de Caius Porcius Cato quelques années plus tôt.
Il obtient en mai de l'année suivante le triomphe,,.

### Censure (109) et décès (108)
En 109, il devient censeur aux côtés de Marcus Aemilius Scaurus, mais il décède au cours de son mandat,.

## Descendance
Il est le père de Marcus Livius Drusus, tribun de la plèbe en 91 av. J.-C., qui suit d'abord la même ligne politique que son père, en essayant de concilier le Sénat et le peuple. Il propose d'accorder la citoyenneté aux Italiens. Ses projets seront rejetés par le Sénat et lui-même sera assassiné dans des conditions obscures, ce qui amène à la guerre sociale. La Lex Iulia de 90 av. J.-C. reprendra ses propositions.
Il a aussi une fille, Livia Drusa, qui épouse d'abord Quintus Servilius Caepio, dont elle a un fils et une fille, mais le couple divorce en 97. Elle épouse l'année suivante Marcus Porcius Cato, et le couple a deux enfants : Caton d'Utique et Porcia. Livia et son époux décèdent entre 95 et 92. Les enfants de Livia de ses deux époux grandissent alors dans la maison de leur oncle Marcus Livius Drusus jusqu'à son assassinat.
Livie, troisième épouse du premier empereur romain Auguste, est son arrière-petite-fille adoptive. Elle est en effet la fille de Marcus Livius Drusus Claudianus, adopté par Marcus Livius Drusus.

### Sources modernes
1. 1 2 3  Hinard 2000, p. 565.
2. ↑  Broughton 1951, p. 517.
3. ↑  Broughton 1951, p. 532.
4. 1 2 3  Hinard 2000, p. 587.
5. ↑  Broughton 1951, p. 538.
6. ↑  Broughton 1951, p. 541 et 544.
7. 1 2  Broughton 1951, p. 544.
8. ↑  Broughton 1951, p. 545.

### Sources antiques
1. ↑  Appien, Guerres civiles, I, 23.
2. ↑  Plutarque, Vie des Gracques, 38-40.
3. ↑  Plutarque, Vie des Gracques, 38-39.
4. 1 2  Tite-Live, Periochae, LXIII.
5. ↑  Florus, Abrégé de l'histoire romaine, III, 5.
6. ↑  Fasti triumphales [lire en ligne].
7. ↑  Plutarque, Questions romaines, 50.
8. ↑  Plutarque, Vie de Caton d'Utique, 1.